# Simona Halep
Simona Halep (Costanza, 27 settembre 1991) è un'ex tennista rumena.
Da singolarista ha vinto 24 tornei WTA, tra cui 2 prove del Grande Slam: l'Open di Francia 2018 e il torneo di Wimbledon 2019, quest'ultimo per la prima volta nella storia da parte di una tennista rumena. Negli Slam vanta altre tre finali, due delle quali sempre a Parigi nel 2014 e nel 2017, un'altra all'Australian Open 2018, oltre a tre semifinali a Wimbledon 2014, allo US Open 2015 e all'Australian Open 2020. Nel 2014 ha anche raggiunto la finale del Masters di fine anno.
È stata la venticinquesima tennista a raggiungere la vetta del ranking mondiale e la dodicesima a terminare due volte, nel 2017 e nel 2018, la stagione in quella posizione. Dopo un dominio durato quasi un anno (dal 26 febbraio 2018 al 28 gennaio 2019), ha ceduto la prima posizione a Naomi Ōsaka. È rimasta all'interno della top 10 dal 27 gennaio 2014 (anno della sua apparizione tra i primi dieci posti) all'8 agosto 2021, trascorrendovi complessivamente 373 settimane consecutive.
Nell'agosto 2022, risultata positiva a un controllo antidoping, viene sospesa dall'attività per quattro anni, in seguito ridotti a 9 mesi, in quanto è risultato che Halep avrebbe assunto la sostanza proibita in maniera accidentale, come contaminante di un integratore; viene pertanto riammessa nel circuito WTA a marzo 2024, avendo già scontato un anno e mezzo di sospensione, ma disputa solo cinque tornei prima di ritirarsi nel febbraio 2025.
Con un introito di oltre 40 milioni di dollari, ha chiuso la propria carriera come terza tennista per guadagni dai montepremi, dietro solo alle sorelle Williams.

## Biografia
Simona Halep è nata a Costanza, in Romania, il 27 settembre 1991. Suo padre, Stere, gestiva una fattoria di latte e formaggio. Ha incominciato a giocare a tennis all'età di quattro anni per emulare il fratello maggiore nella pratica di questo sport. Nel 2009 ha voluto sottoporsi ad un'operazione di riduzione del seno, a causa dell'ingombro che le causava durante le partite, passando da una quarta a una seconda misura. Halep ha definito tale scelta come "il sacrificio più grande che abbia dovuto fare per diventare numero uno del mondo".
I suoi idoli sono gli ex tennisti Justine Henin e Andrei Pavel, oltre al calciatore romeno Gheorghe Hagi, mentre è fan di Lionel Messi e Cristiano Ronaldo.
Si sposa il 15 settembre 2021, a poche settimane dal fidanzamento, con l'imprenditore romeno di origine aromena Toni Iuruc. Dopo meno di un anno, l'8 settembre 2022, la coppia annuncia di aver divorziato.

## Carriera

### 2005-2008: tra le juniores
Inizia a giocare nell'ITF Junior Circuit nell'aprile 2005 e raggiunge la finale nel secondo torneo disputato, il Grade 4 rumeno 29th Mamaia-Sen Junior ITF Tournament. Torna a giocare nel circuito dopo un anno nello stesso torneo e si aggiudica il primo titolo tra le juniores vincendo in singolare. Tra maggio e agosto vince il singolare anche all'AS Open 2006 e allo Jug Open 2006, due tornei Grade 5 della Macedonia del Nord. A settembre fa parte della squadra rumena di Fed Cup Junior, vince tre dei quattro match giocati in singolare e uno dei due in doppio, e la Romania vince la finale per il 9º e 10º posto. Chiude la stagione vincendo il singolare in un torneo Grade 4 belga con il successo in finale su Bojana Jovanovski. Nell'aprile 2007 vince due tornei consecutivi in singolare nel Grade 1 croato 25th Perin Memorial e in un Grade 2 a Firenze. Subito dopo vince anche il suo unico torneo juniores in doppio nel Grade 2 Cap D'ail Junior Open in coppia con Ionela-Andreea Iova.

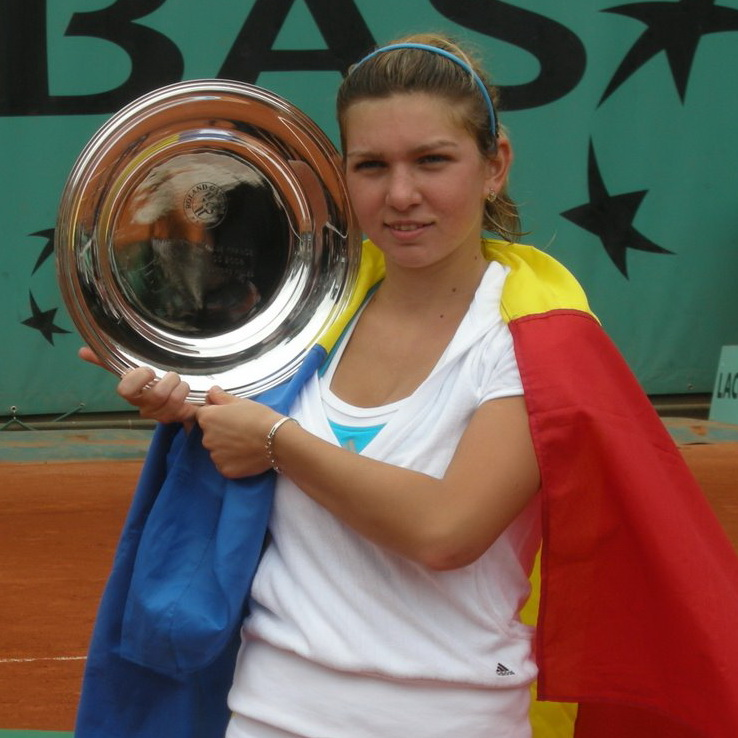
Simona Halep vincitrice degli Open di Francia 2008 - Singolare ragazze

Al suo esordio in una prova juniores del Grande Slam, nel singolare agli Open di Francia 2007 esce al terzo turno per mano di Petra Martić. Viene eliminata allo stesso turno anche al Torneo di Wimbledon 2007 - Singolare ragazze e agli US Open 2007 - Singolare ragazze. All'inizio del 2008, la sua ultima stagione tra le juniores, perde in finale al Grade 1 Nottinghill ITF e raggiunge la semifinale ai successivi Australian Open 2008 - Singolare ragazze, persa contro Jessica Moore. A maggio si aggiudica il prestigioso Trofeo Bonfiglio superando in finale Bojana Jovanovski con il punteggio di 6–4, 6–1, nel suo primo trionfo in un torneo Grade A. Subito dopo, al suo ultimo impegno tra le juniores, si aggiudica anche l'Open di Francia 2008 - Singolare ragazze, eliminando tra le altre Moore e superando in finale Elena Bogdan per 6–4, 6(3)–7, 6–2. Con questa vittoria arriva anche al numero uno del ranking mondiale junior, esperienza che chiude con otto titoli in singolare e uno in doppio.

### 2006-2009: esordi da professionista
Nel giugno 2006 fa la sua prima apparizione tra le professioniste in un torneo ITF da 10 000 $ di Bucarest e guadagna il primo punto nel ranking vincendo il primo turno in singolare. Nel 2007, a maggio, alza il primo trofeo da professionista vincendo il doppio in coppia con Ionela-Andreea Iova, e nello stesso torneo vince anche il singolare superando in finale Andreea Mitu per 7-5, 6-0. Si ripete la settimana dopo vincendo il doppio assieme a Irina-Camelia Begu e superando Patricia Mayr-Achleitner nella finale di singolare. Nella primavera del 2008 inizia a giocare con maggiore continuità. A maggio vince un altro ITF da 10 000 $ a Bucarest e il mese dopo vince il primo ITF da 25 000 $ in Svezia, battendo in finale Anne Schäfer. Chiude la stagione con tre titoli in singolare e uno in doppio.
Nel febbraio 2009 fa il suo esordio nelle qualificazioni di un torneo WTA al GDF SUEZ Grand Prix dove perde al secondo turno. Entra nel tabellone cadetto anche agli Open di Francia 2009 ed esce anche qui al secondo turno. Nel resto della stagione gioca tornei ITF e a maggio vince a Bucarest in doppio il primo torneo da 100 000 $ assieme a Begu. Ad agosto vince l'unico titolo stagionale in singolare al 25 000 $ di Maribor battendo in finale Katalin Marosi. A settembre si sottopone a un intervento di mastoplastica riduttiva, in quanto considerava le generose dimensioni del proprio seno un handicap per la carriera professionistica.

### 2010: prima finale WTA

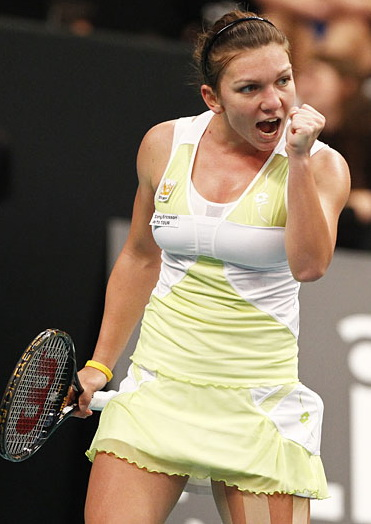
Simona Halep durante le qualificazioni di Parigi.

Comincia il 2010 perdendo al primo turno delle qualificazioni agli Australian Open e al torneo GDF SUEZ Grand Prix di Parigi. All'Andalucia Tennis Experience supera per la prima volta in carriera le qualificazioni a un evento WTA battendo Rogowska, Larsson e Peškirič. Al primo turno ha la meglio su Benešová ottenendo la sua prima vittoria in un main-draw di un torneo WTA e contro una tennista Top 100, viene poi eliminata da Flavia Pennetta. in semifinale. Grazie ai punti conquistati, sale al 145º posto della classifica. Supera le qualificazioni anche al Barcelona Ladies Open e sconfitta nel main-draw da Carla Suárez Navarro. Al Grand Prix SAR La Princesse Lalla Meryem supera le qualificazioni perdendo un solo set e raggiunge la sua prima finale WTA senza perdere altri set. Qui si scontra con Benešová che la batte in due set.
Supera le qualificazioni per la prima volta in uno Slam agli Open di Francia per poi cedere al primo turno alla nº 7 mondiale Samantha Stosur. Esce nelle qualificazioni a Wimbledon, ma grazie alla semifinale nel 100 000 $ di Biarritz entra per la prima volta nella top 100, alla 96ª posizione. Non raccoglie risultati di rilievo nei tornei successivi. Al primo turno degli US Open 2010 perde al terzo set contro l'ex numero uno del mondo Jelena Janković. Il miglior risultato di fine stagione è la finale raggiunta al 100 000 $ di Torhout. persa contro Yanina Wickmayer. Chiude la stagione all'82º posto del ranking WTA.

### 2011: seconda finale WTA

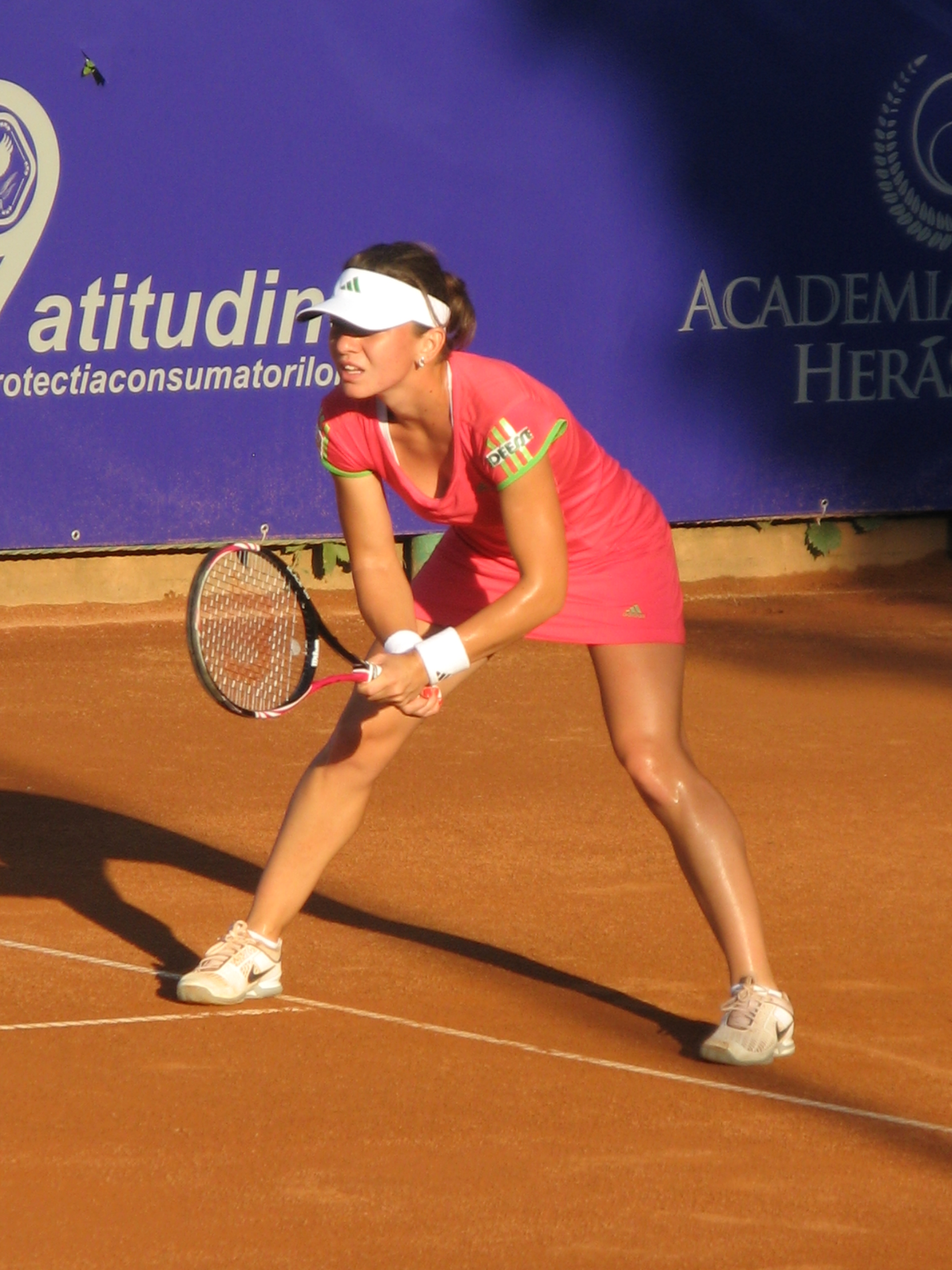
La Halep mentre si prepara a rispondere.

Incomincia l'anno raggiungendo i quarti di finale a Auckland contro la futura vincitrice Yanina Wickmayer. Agli Australian Open batte la nº 23 WTA Alisa Klejbanova e giunge per la prima volta al terzo turno in una prova dello Slam, dove subirà la sconfitta da Agnieszka Radwańska. Torna in evidenza ad aprile raggiungendo come l'anno precedente la finale al WTA Grand Prix SAR La Princesse Lalla Meryem senza perdere alcun set, ma il titolo va ad Alberta Brianti che la supera in due set. Agli Open di Francia viene ancora battuta da Samantha Stosur, questa volta al secondo turno e raccogliendo appena due giochi.
Al secondo turno del Torneo di Wimbledon perde da Serena Williams. Ad agosto supera le qualificazioni al Canadian Open e sconfigge poi in rimonta la nº 15 del mondo Svetlana Kuznecova; al secondo turno viene eliminata da Lucie Šafářová. Agli US Open conquista la vittoria più prestigiosa da inizio carriera superando la n° 6 WTA Li Na per 6-2, 7-5, per essere poi battuta da Carla Suárez Navarro.

### 2012: terza finale WTA

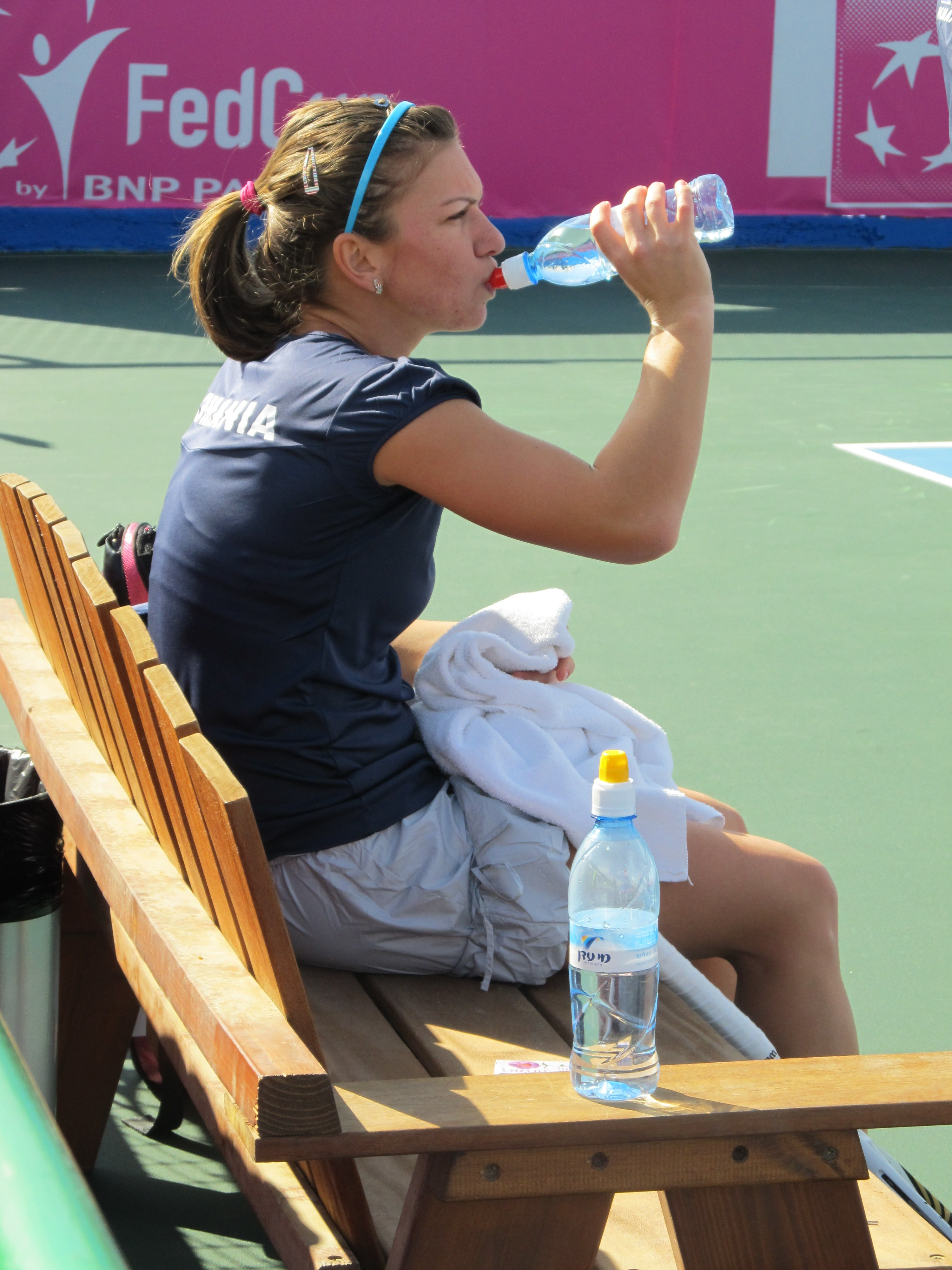
Simona Halep durante un match in Fed Cup 2012.

Sconfitta al primo turno a Brisbane all'esordio stagionale, giunge ai quarti al Moorilla Hobart International contro Yanina Wickmayer, prima testa di serie. Esce al primo turno agli Australian Open e al torneo indoor di Parigi. Al terzo turno del Qatar Ladies Open raccoglie quattro soli giochi contro la nº 1 del mondo Viktoryja Azaranka. Al primo turno dei Dubai Tennis Championships batte Anastasija Pavljučenkova, prima della dura sconfitta patita contro Caroline Wozniacki. A fine torneo fa il suo ingresso nella top 50. Si spinge fino al terzo turno ad Indian Wells e a Miami, perdendo rispettivamente contro Marija Šarapova e Marion Bartoli. Al Barcelona Ladies Open cede nei quarti di finale aCarla Suárez Navarro. Al Grand Prix SAR La Princesse Lalla Meryem, torneo in cui aveva raggiunto la finale nelle due precedenti edizioni, viene sconfitta in semifinale da Kiki Bertens. Sia a Madrid che a Roma viene sconfitta all'esordio dalla wildcard Venus Williams.
A fine maggio raggiunge la prima finale stagionale e la prima di un torneo di categoria Premier a Bruxelles grazie alle vittorie sulla nº 21 WTA, Janković, su Monica Niculescu, sulla nº 16 Dominika Cibulková, e in semifinale su Sofia Arvidsson. Viene nuovamente sconfitta nell'incontro per il titolo, stavolta dalla numero tre del mondo, Agnieszka Radwańska. Arrivano quindi le sconfitte al primo turno all'Open di Francia, al Rosmalen Open, al torneo di Wimbledon e al suo esordio olimpico ai Giochi di Londra. Non supera il secondo turno negli altri tornei stagionali, subendo due sconfitte per mano di Nadia Petrova sia agli US Open che al Toray Pan Pacific Open. Nell'ultimo impegno stagionale, si prende la rivincita sulla russa (nº 13 del mondo) in rimonta al primo turno della Kremlin Cup.

### 2013: primi sei titoli WTA e nº 11 del mondo

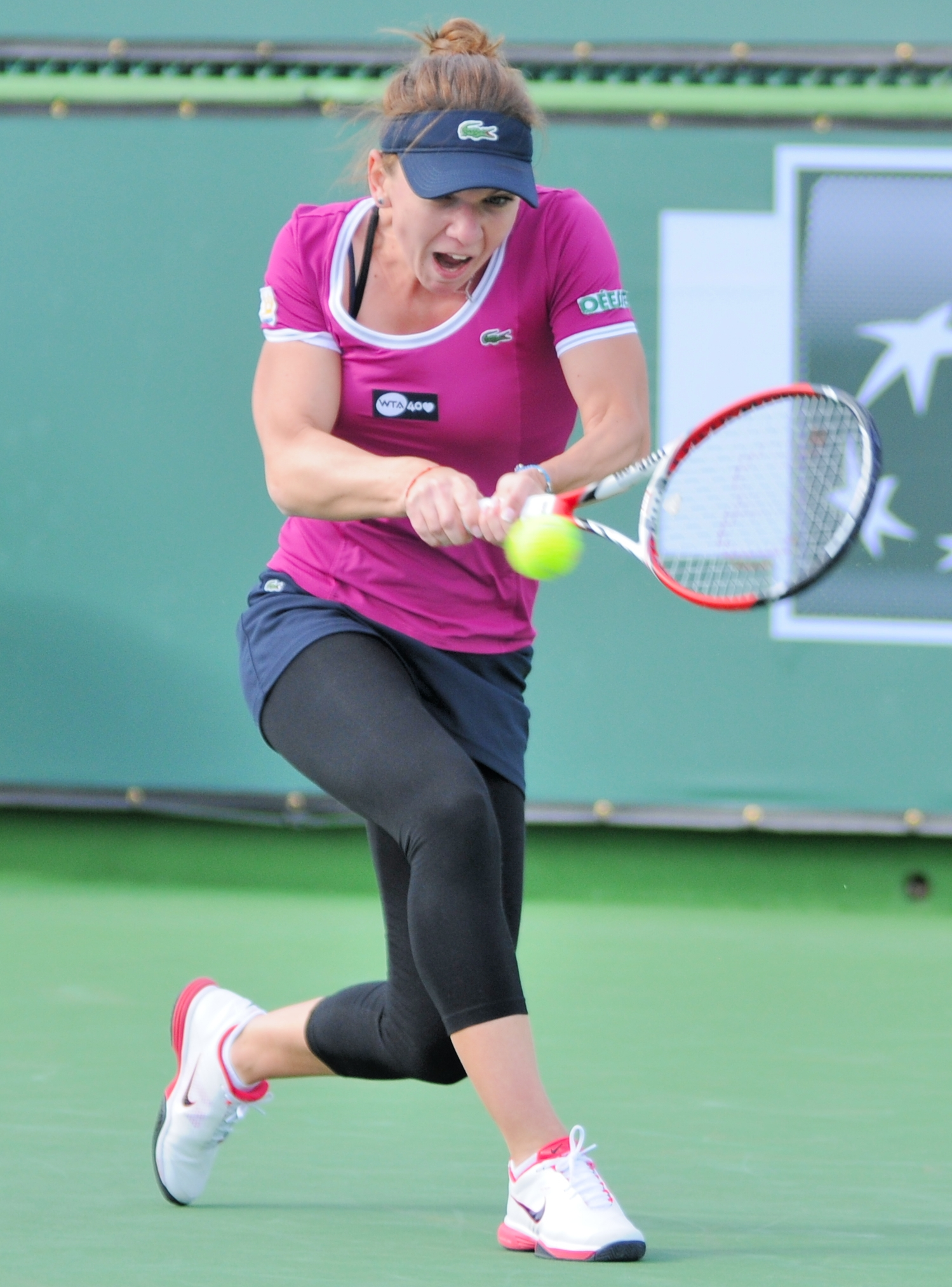
Simona Halep in allenamento nel 2013

Anche nei primi tornei del 2013 non va oltre il secondo turno ed esce al turno di esordio agli Australian Open. Torna a vincere due incontri di fila al Miami Open con i successi sulle top 40 Sabine Lisicki e Tamira Paszek, al terzo turno raccoglie un solo gioco contro Sara Errani. Si riscatta agli Internazionali d'Italia, dove supera le qualificazioni battendo l'ex nº 5 WTA Daniela Hantuchová. Nel main draw ha la meglio sull'ex nº 2 Svetlana Kuznecova, sulla nº 4 Agnieszka Radwańska e sulle top 20 Roberta Vinci e Janković, alla quale annulla due match-point. Alla sua prima semifinale in un WTA Premier 5 cede alla nº 1 del mondo Serena Williams con il punteggio di 6-3, 6-0.
Eliminata al primo turno agli Open di Francia, al successivo torneo di Norimberga si aggiudica il primo torneo da professionista, eliminando in semifinale la top 30 Lucie Safarova e superando in finale Andrea Petković per 6-3, 6-3. La settimana successiva trionfa anche al Rosmalen Open di S'Hertogenbosch battendo in finale Kirsten Flipkens con lo score di 6-4, 6-2, diventando la prima rumena a vincere due tornei WTA consecutivi. Al Torneo di Wimbledon esce al secondo turno per mano della cinese Li Na, fermando a undici la sua striscia di vittorie consecutive stagionali. Due settimane dopo vince il terzo torneo WTA all'Hungarian Grand Prix con il successo in finale su Yvonne Meusburger, entrando in top-30, precisamente al 23º posto mondiale. Si ritira al secondo turno dello Swedish Open per un problema alla schiena. Ritorna alle competizioni dopo un mese, al Cincinnati Open dove raggiunge i quarti con le vittorie sulla nº 7 del mondo Marion Bartoli e sulla nº 11 Samantha Stosur e raccogliendo solo quattro giochi contro Serena Williams.
Si aggiudica al New Haven Open at Yale il quarto titolo WTA della carriera, il primo della categoria Premier e sul cemento, perdendo nella sua corsa un solo set contro Carla Suárez Navarro, con un doppio 6-2 alla nº 9 Petra Kvitova in finale. A fine torneo entra per la prima volta nella top 20 mondiale, in 19ª posizione, e diventa la prima tennista rumena nel ranking scavalcando Cîrstea. Agli US Open approda per la prima volta agli ottavi di finale dopo aver concesso un solo gioco alla nº 17 del mondo Marija Kirilenko prima di essere sconfitta da Flavia Pennetta. A Tokyo esce al terzo turno per mano di Venus Williams, dopo le vittorie su Pavljučenkova e Andrea Petković. Eliminata al primo turno del China Open, alla Kremlin Cup si aggiudica il quinto titolo stagionale, superando in finale per 7-6, 6-2 la top-20 Stosur. Vince anche il successivo Garanti Koza WTA Tournament of Champions con un nuovo successo in finale sull'australiana. Chiude il 2013 con il nuovo miglior ranking all'11ª posizione mondiale.

### 2014: Prima finale Slam, finale alle WTA Finals e top 3

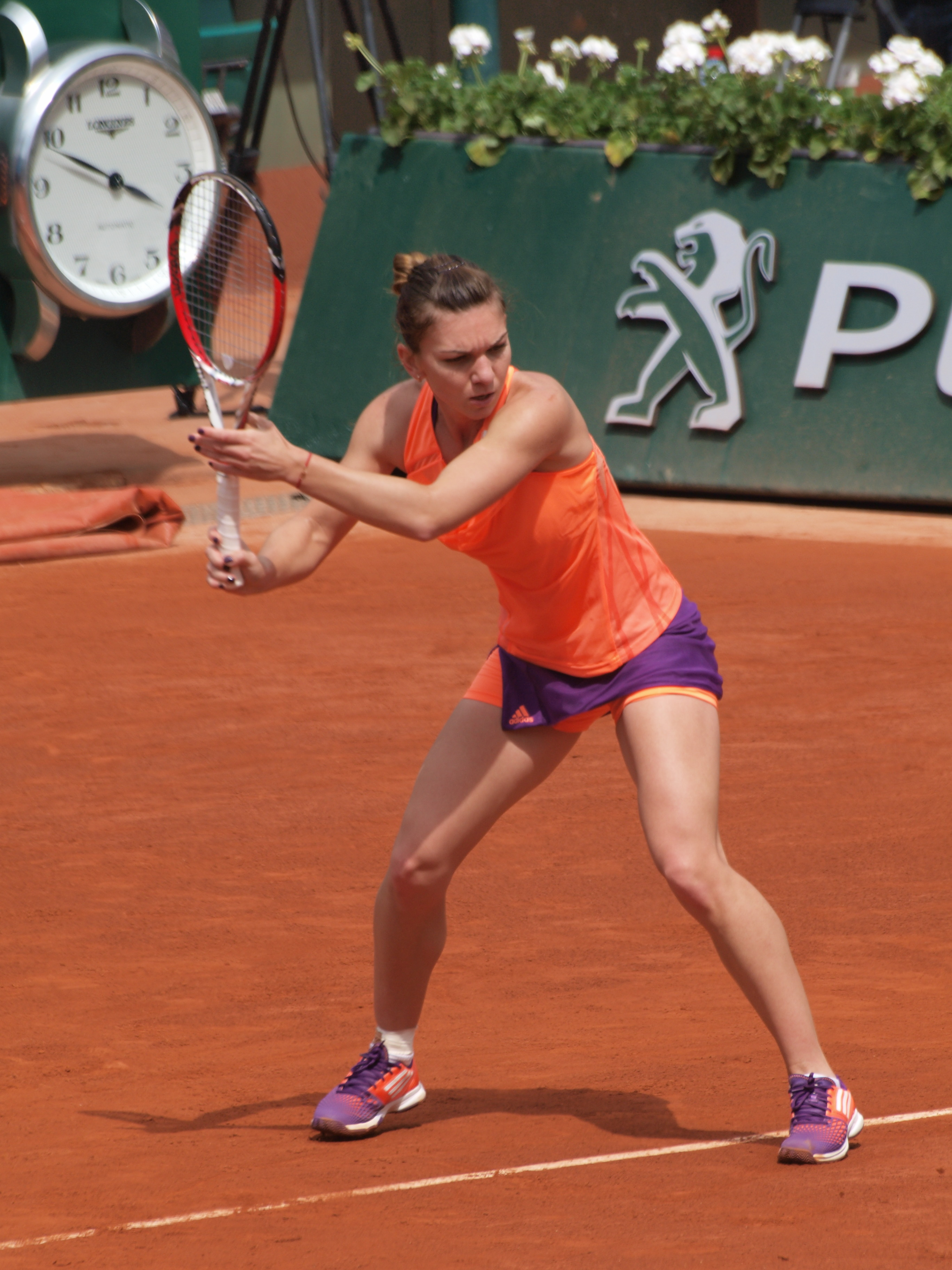
Simona Halep all'Open di Francia 2014, edizione in cui raggiunge la sua prima finale Slam.

Incomincia la stagione uscendo al primo turno del torneo di Sydney contro Madison Keys. All'Australian Open arriva per la prima volta nella sua carriera ai quarti di finale in un torneo del Grande Slam. Il 27 gennaio 2014 entra, inoltre, nella Top 10 della classifica WTA, piazzandosi al n. 10 del mondo. A febbraio, imponendosi in due set su Angelique Kerber vince il suo settimo titolo WTA al Qatar Total Open di Doha. In aprile vince il premio Fed Cup Heart Award 2014. Successivamente partecipa al BNP Paribas Open di Indian Wells, dove viene sconfitta in semifinale da Agnieszka Radwańska.
Al Porsche Tennis Grand Prix viene eliminata al secondo turno dalla russa Svetlana Kuznecova. Dopo la delusione di Stoccarda, la rumena prende parte al torneo di Madrid dove, dopo avere battuto Ana Ivanović ai quarti, e Petra Kvitová in semifinale, accede alla sua seconda finale stagionale, in cui subisce il ritorno della russa Šarapova nel terzo set.
Halep prende parte allo Slam di Parigi come quarta testa di serie, nonostante il ritiro prima al terzo turno di Roma contro Suárez Navarro. Qui raggiunge la sua prima finale Slam in carriera senza incontrare tenniste Top 10 e si tratta della prima finale di una giocatrice romena dal 1980, quando Virginia Ruzici perse proprio a Parigi contro Chris Evert. Nell'incontro per il titolo è la russa Šarapova ad affermarsi con il punteggio di 6–4, 6(5)–7, 6–4, dopo oltre 3 ore di gioco.
A Wimbledon arriva a quarto di finale in cui batte la finalista di Wimbledon 2013, Sabine Lisicki. In semifinale viene sopraffatta dalla ventenne canadese Eugenie Bouchard in due set. Vince il suo secondo titolo stagionale al torneo di Bucarest, battendo Vinci per 6–1, 6–3.

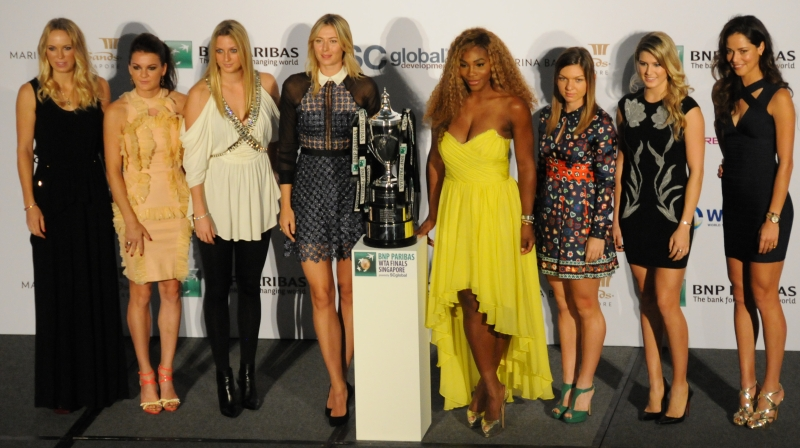
Simona Halep (terza da destra) con le altre finaliste delle WTA Finals 2014.

Al torneo di Cincinnati viene eliminata ai quarti dalla russa Šarapova. A New Haven viene eliminata, invece, agli ottavi di finale da Magdaléna Rybáriková in tre set. Agli US Open entra come numero due del mondo, ma viene eliminata al terzo turno dalla numero 121, Mirjana Lučić-Baroni con il punteggio di 7–6(6), 6–2. Il 15 settembre, viene confermato a livello matematico che la tennista rumena parteciperà al WTA Tour Championships 2014, che si disputa a Singapore.
Accreditata della quarta testa di serie, prende parte all'ultimo torneo dell'anno. Nel round robin vince agevolmente i primi due incontri, superando la canadese Bouchard (n. 5 del seeding) e poi battendo l'americana Serena Williams, numero 1 del mondo, con un sorprendente 6–0, 6–2. Nonostante la sconfitta in tre set contro la serba Ana Ivanović (n. 7), si classifica al primo posto del girone. In semifinale batte agevolmente la polacca Agnieszka Radwańska (n. 6), ma in finale subisce la rivincita con un netto 6–3, 6–0 da Williams.
In virtù della finale raggiunta la tennista rumena scala un gradino della classifica mondiale e chiude pertanto la stagione al terzo posto.

### 2015: Vittoria a Indian Wells

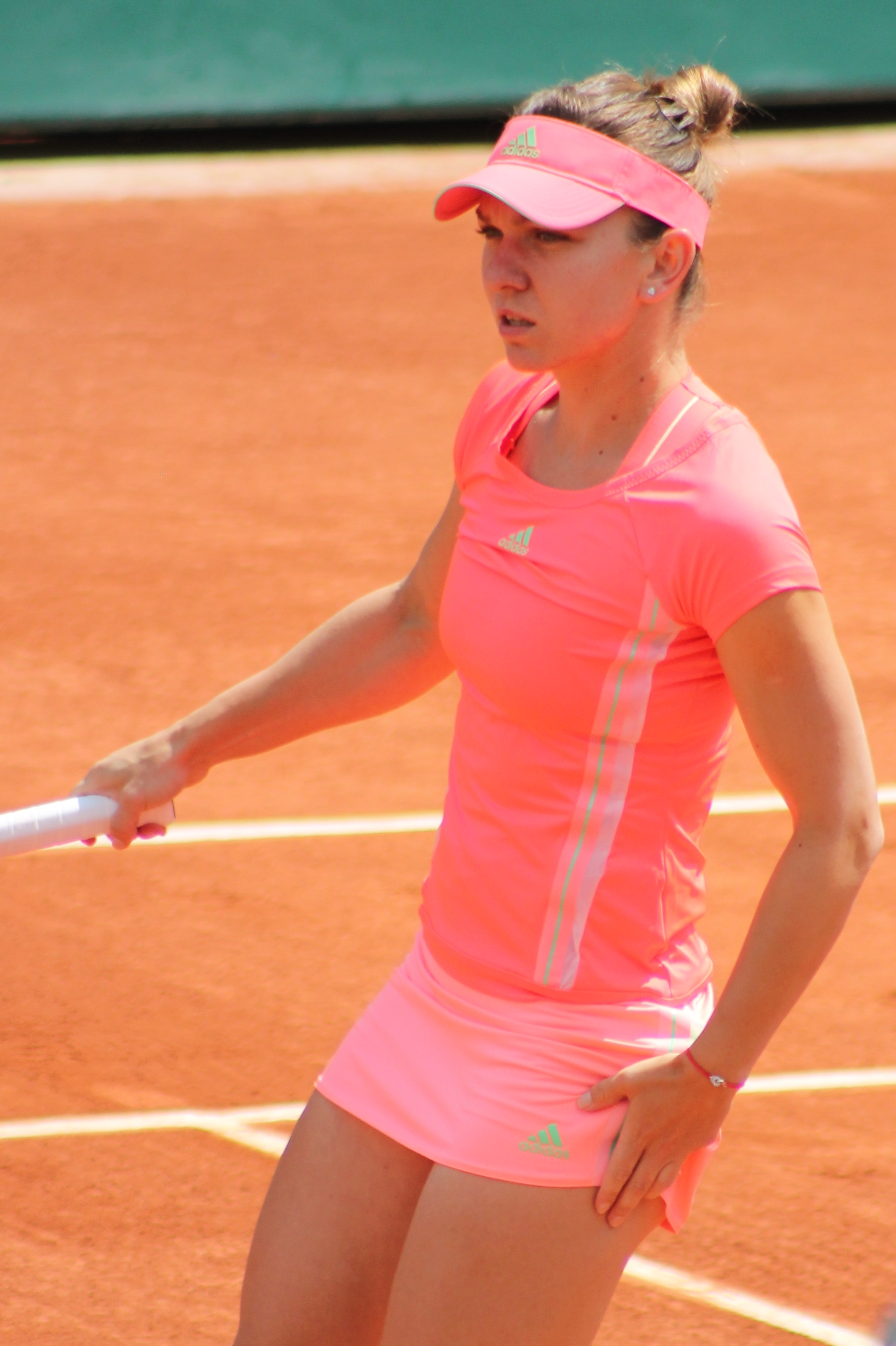
Simona Halep nell'Open di Francia 2015.

Inizia la stagione disputando il torneo di Shenzhen Open 2015, e arrivando in finale contro la svizzera Timea Bacsinszky contro la quale prevale per 6–2, 6–2, vincendo il suo nono titolo in carriera. Partecipa a Sydney accreditata come prima testa di serie, ma, a causa di una gastroenterite, è costretta al ritiro. La settimana seguente prende parte al primo slam stagionale. Accede agevolmente ai quarti di finale senza concedere set, ma qui cede alla russa Ekaterina Makarova. Dopo avere rappresentato il proprio paese in Fed Cup (dove le rumene si impongono per 3-2 sulle spagnole) prende parte ai Dubai Tennis Championships, dove le viene assegnata la prima testa di serie. Approda alle semifinali dopo avere estromesso dal torneo Hantuchová, Pironkova e Makarova (n° 9 WTA). In semifinale incontra la 3º testa di serie del tabellone e numero 5 del mondo, Caroline Wozniacki, superandola in rimonta, e accedendo alla finale, dove, con il punteggio di 6–4, 7–6(4) batte Karolína Plíšková. Per la tennista rumena è il 10º titolo in carriera e il secondo della stagione. Nel mese di marzo vince il torneo di Indian Wells, battendo in finale la serba Jelena Janković in tre set, dopo avere usufruito del ritiro per walkover di Serena Williams; a Miami, invece, cede in semifinale contro Serena Williams nella partita più avvincente del torneo. Al Porsche Tennis Grand Prix di Stoccarda raggiunge un'altra semifinale, in cui cede in tre set a Caroline Wozniacki. Grazie alla sconfitta al secondo turno della campionessa uscente Marija Šarapova, sale nuovamente al numero 2 della classifica WTA.
Nel mese di maggio prende parte al torneo di Madrid, dove è finalista uscente. Viene eliminata a sorpresa all'esordio dalla francese Alizé Cornet. Successivamente partecipa agli Internazionali BNL d'Italia dove arriva in semifinale senza perdere un set, ma si fa sorprendere dalla spagnola Carla Suárez Navarro, che la supera in tre set, scendendo in terza posizione in classifica, scavalcata da Šarapova. Prende parte al Roland Garros nel quale esce subito al secondo turno per mano della croata Mirjana Lučić-Baroni. A Wimbledon fa addirittura peggio, venendo superata all'esordio in tre set dalla slovacca Jana Cepelova, numero 106 del mondo. Disputa i quarti di finale a Birmingham, dove subisce la rimonta di Kristina Mladenovic nel terzo set.
Disputa una buona stagione sul cemento americano, nonostante gli infortuni, raggiungendo le finali ai Premier 5 di Toronto e Cincinnati. Nella prima, infatti, è costretta al ritiro durante il terzo set contro Belinda Bencic (6(5)–7, 7–6(4), 0-3). A Cincinnati, invece, si infortuna alla gamba sinistra e viene sconfitta in due set dalla numero uno mondiale Serena Williams. Agli US Open, conferma il suo stato di forma, arrivando alle semifinali, dove viene eliminata dalla futura vincitrice del torneo, Flavia Pennetta.
Non brilla durante i successivi tornei della tournée asiatica: a Guangzhou viene eliminata ai quarti dalla numero 74 del mondo Denisa Allertová, a Wuhan dalla qualificata Johanna Konta, mentre a Pechino si ritira contro la qualificata Lara Arruabarrena. Alle WTA Finals non riesce a superare il round robin, sconfitta da Šarapova e Radwańska, collezionando una sola vittoria contro Pennetta.

### 2016: Vittorie a Madrid e Montréal

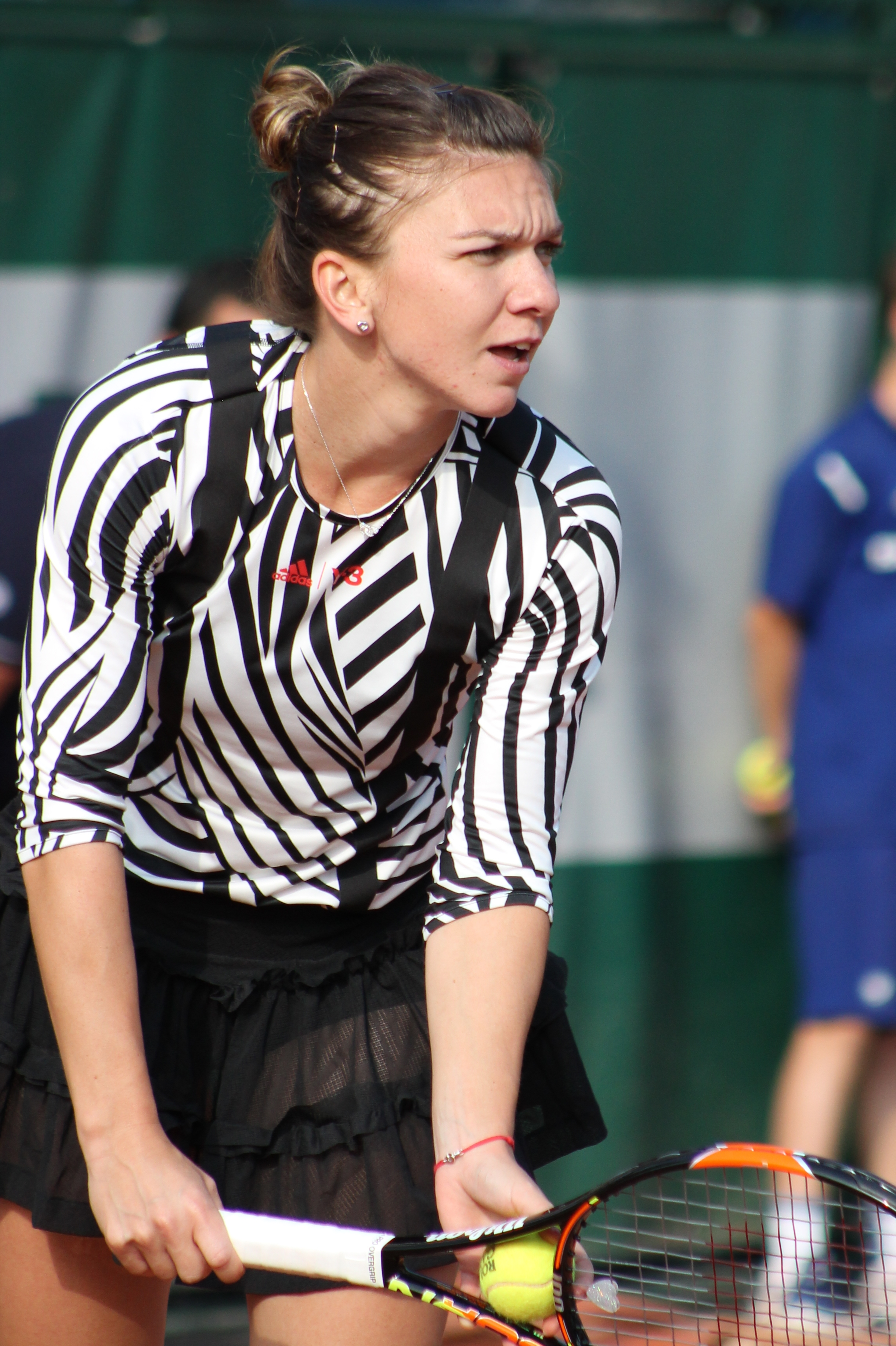
Simona Halep nel 2016.

La stagione incomincia piuttosto male, nonostante la semifinali a Sydney, poiché perde al primo turno degli Australian Open contro la sorpresa Shuai Zhang. Stesso risultato anche a Dubai e Doha, perdendo rispettivamente contro Ana Ivanović in due set e contro Elena Vesnina in rimonta. Nella parentesi americana di Indian Wells e Miami raggiunge due quarti di finale venendo fermata da Serena Williams e da Timea Bacsinszky.
Inaugura la stagione sulla terra rossa a Stoccarda, dove perde nettamente al secondo turno contro la futura finalista Laura Siegemund. A Madrid torna alla ribalta, vincendo il suo primo torneo nel 2016 dominando in finale contro Dominika Cibulková in due set e conquistando il secondo Premier Mandatory della carriera e consecutivo. Questo trionfo la riporta in top 5 nel ranking. Agli Internazionali d'Italia esce all'esordio contro Dar'ja Gavrilova. Nel Roland Garros batte in Naomi Ōsaka in rimonta per 4–6, 6–2, 6–3; per poi venire sconfitta agli ottavi da Samantha Stosur.
A Wimbledon raggiunge i quarti di finale superando Schmiedlová, Schiavone, Bertens, e Keys. Qui, viene sconfitta da Angelique Kerber in due set.
Ritorna a vincere il torneo di Bucarest, in patria, dopo due anni dall'ultima volta, infliggendo un doppio 6–0 in finale a Sevastova. Continua la striscia di vittorie con la vittoria nel Premier 5 di Montréal, superando tra le altre la numero due del mondo Angelique Kerber in semifinale, e l'americana Keys in finale. Raggiunge la semifinale a Cincinnati, dove si arrende a Kerber in due set. Agli US Open si spinge fino ai quarti, costretta a cedere nel terzo set a Serena Williams.
Disputa il torneo di Wuhan perdendo in semifinale contro Petra Kvitová, la quale le lascia solo tre giochi. A Pechino viene sconfitta nel secondo turno nuovamente da Zhang Shuai; si qualifica per le WTA Finals, ma esce nei gironi ottenendo solamente una vittoria.

### 2017: Seconda finale Slam a Parigi e numero uno al mondo
Inizia la stagione in Cina, al torneo di Shenzhen, dove viene eliminata agli ottavi di finale da Kateřina Siniaková. Partecipa successivamente al primo Slam stagionale, l'Australian Open, come testa di serie numero 4, venendo sconfitta sorprendentemente al primo turno da Shelby Rogers in due set. Successivamente avrebbe dovuto partecipare al WTA Premier di San Pietroburgo, ma è costretta al ritiro ancor prima di scendere in campo nel match dei quarti di finale per un infortunio, lo stesso che aveva condizionato il suo rendimento nei primi due tornei dell'anno, e per il quale deve rinunciare all'incontro di Fed Cup della Romania contro il Belgio, e ai tornei di Doha e Dubai. Torna in campo ad Indian Wells, dove viene sconfitta da Kristina Mladenovic agli ottavi di finale in due set. Fa meglio a Miami, dove raggiunge i quarti contro la futura campionessa, Johanna Konta.

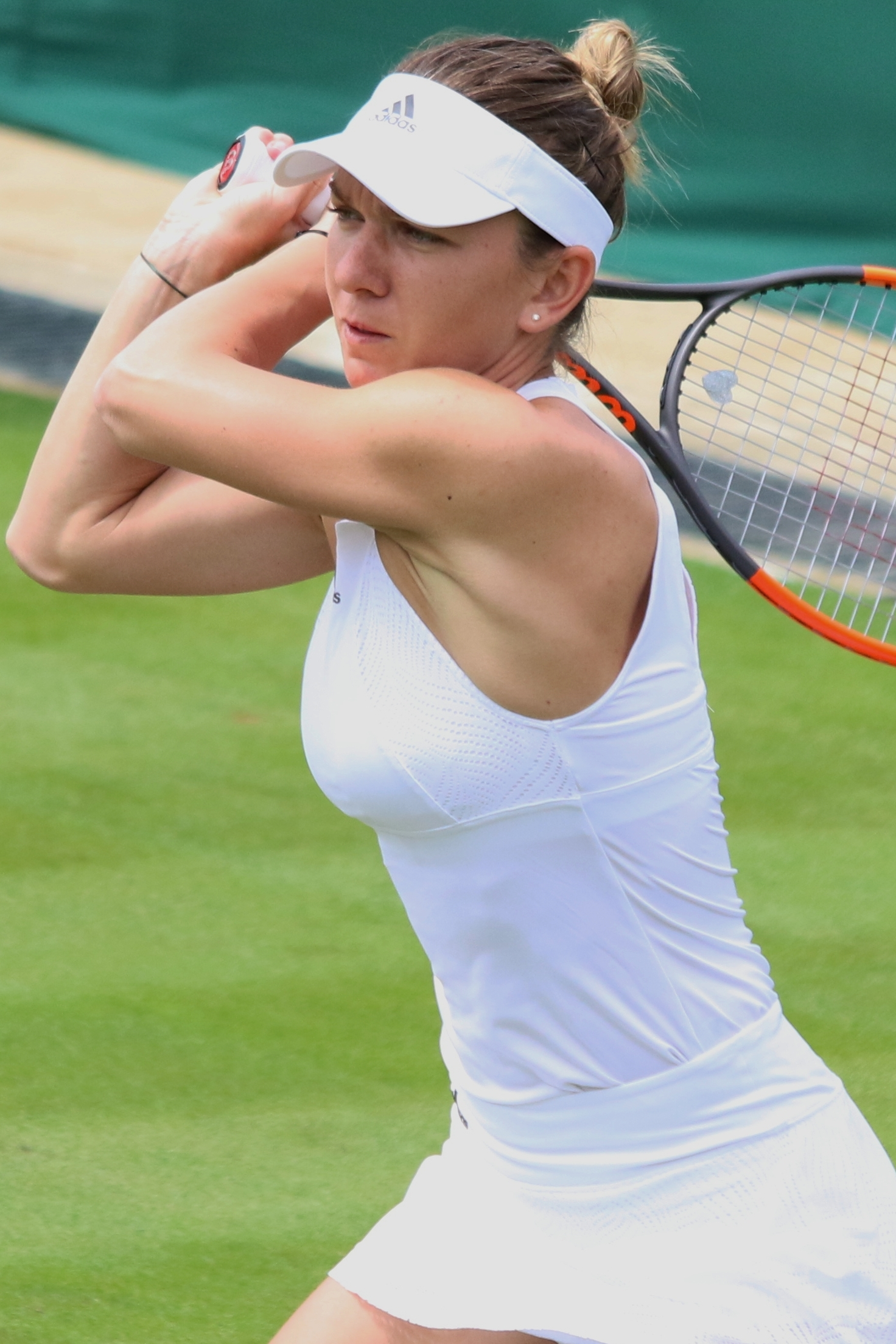
Simona Halep a Wimbledon nel 2017

Torna a partecipare con la nazionale rumena di Fed Cup ad aprile nell'incontro contro la Gran Bretagna, nel quale Halep vince entrambi i match contro Heather Watson e Konta in due set, conducendo la Romania alla vittoria. Prende parte al torneo di Stoccarda, dove arriva in semifinale, sconfitta dalla tedesca Laura Siegemund, futura vincitrice. Conferma il suo buon periodo di forma con il titolo a Madrid battendo Mladenovic in finale in tre set dopo una battaglia di quasi tre ore, e con la finale a Roma, dove è costretta a cedere ad Elina Svitolina, per via di un infortunio al piede destro nel corso del primo set mentre conduceva 5–2. Riesce a vincere il primo set per 6–4, ma l'infortunio pregiudica il resto del match perdendo i due set successivi per 5–7 e 1–6.
L'infortunio patito a Roma non le impedisce di partecipare al Roland Garros, dove viene considerata la principale favorita al titolo. Qui avanza senza perdere un set contro Čepelová, Tatjana Maria, Dar'ja Kasatkina e la spagnola Carla Suárez Navarro, prima di incontrare nuovamente la Svitolina ai quarti, contro cui segna una clamorosa rimonta che la porta, sotto 3–6, 1–5, a vincere l'incontro per 3–6, 7–6(6), 6–0. In semifinale elimina Karolína Plíšková, in tre set, approdando alla sua seconda finale Slam, in cui è chiamata ad affrontare la lettone Jeļena Ostapenko, autentica sorpresa del torneo. La giovane Ostapenko rimonta a sorpresa Halep aggiudicandosi lo Slam con il punteggio finale di 4–6, 6–4, 6–3, costringendo la rumena a rinunciare sia al titolo che alla prima posizione in classifica che avrebbe ottenuto in caso di vittoria. Torna in campo direttamente a Wimbledon, fermata ai quarti di finale dalla giocatrice di casa Konta.
Nei tornei preparatori allo US Open, coglie ottimi risultati: a Toronto centra la semifinale, persa ancora una volta contro Svitolina, mentre a Cincinnati viene annichilita con un 6–1, 6–0 da Garbiñe Muguruza in finale, rimanendo così dietro alla numero uno del mondo Karolína Plíšková di soli cinque punti. Prende parte allo US Open in qualità di seconda testa di serie e al primo turno affronta una rientrante Marija Šarapova, la quale dopo una battaglia di quasi tre ore la batte in tre set. A Wuhan usufruisce di un bye che la proietta al secondo turno, dove viene sconfitta da Dar'ja Kasatkina, piuttosto nettamente per 6–2, 6–1. Nell'ambito dell'ultimo Premier Mandatory della stagione, il China Open, batte al primo turno Riske, al secondo Rybáriková e al terzo si prende la rivincita sulla Šarapova interrompendo una serie di sette sconfitte dirette e consecutive contro la tennista siberiana. Ai quarti di finale incontra di nuovo Kasatkina, ma stavolta si vendica infliggendole lo stesso punteggio da lei subito la settimana precedente. In semifinale incontra Ostapenko: si tratta del primo scontro diretto tra le due dopo la finale di Parigi. Stavolta l'esito è a favore della rumena che sconfigge la lettone per 6–2, 6–4, diventando così la 25ª tennista a salire alla posizione numero uno del ranking WTA, superando Muguruza in classifica di 40 punti. In finale incontra la francese Caroline Garcia, che prevale dopo una partita tirata per 6–4, 7–6(3). Alle WTA Finals, inserita nel gruppo rosso con Svitolina, Wozniacki e Garcia, non supera il round robin. Nonostante ciò, chiude la stagione al primo posto del ranking mondiale.

### 2018: Vittoria all'Open di Francia
Come l'anno precedente, incomincia la stagione a Shenzhen, vincendo il suo primo titolo da numero uno del mondo il 6 gennaio battendo in finale Kateřina Siniaková in tre set. Partecipa al primo Grande Slam della stagione, l'Australian Open, dove si spinge fino alla finale eliminando nell'ordine: Aiava, Bouchard, Lauren Davis, Naomi Ōsaka e Karolína Plíšková, in semifinale ha la meglio anche su Angelique Kerber, vincitrice nel 2016, imponendosi dopo una lunga battaglia conclusasi per 6–3, 4–6, 9–7, salvando anche due match point. È comunque costretta ad arrendersi nell'ultimo incontro del torneo a Caroline Wozniacki in tre set, che diventa anche la nuova numero uno WTA. A Doha arriva in semifinale, ma è costretta al ritiro per una tendinite nel match che l'avrebbe vista opposta a Muguruza. Il 26 febbraio ritorna comunque in testa al ranking WTA pur senza giocare, in quanto Wozniacki non difende i punti guadagnati al torneo di Dubai dell'anno precedente.
Disputa il torneo di Indian Wells arrivando in semifinale contro la futura vincitrice del torneo Naomi Ōsaka. A Miami perde al terzo turno per mano di Agnieszka Radwańska in tre set. Nell'indoor su terra di Stoccarda disputa i quarti di finale contro Coco Vandeweghe. Non riesce a difendere la vittoria dello scorso anno a Madrid venendo eliminata ai quarti di finale per mano di Karolína Plíšková. Agli Internazionali d'Italia si prende la rivincita su Naomi Ōsaka al secondo turno lasciandole solo un gioco, usufruisce quindi del ritiro di Madison Keys approdando ai quarti dove sconfigge la francese Caroline Garcia, nelle semifinali batte Šarapova per la seconda volta consecutiva. La finale è il remake dello scorso anno dove si ritrovano opposte la rumena contro l'ucraina Elina Svitolina, che conferma il risultato dello scorso anno, ma con un punteggio molto più netto (6–0, 6–4).

#### Vittoria al Roland Garros

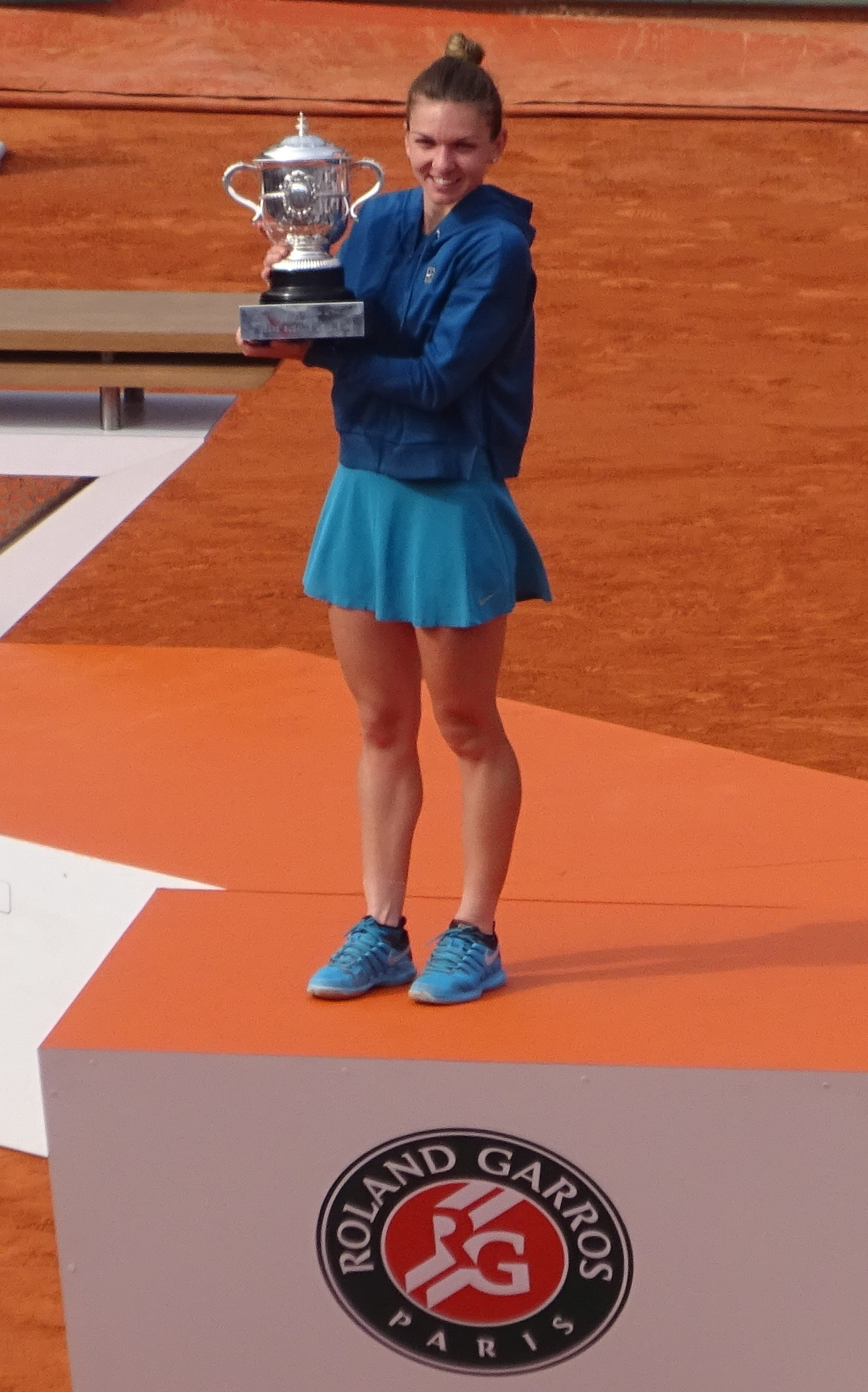
Simona Halep dopo la vittoria del suo primo Slam nel 2018

Partecipa come prima testa di serie all'Open di Francia, dove è chiamata a difendere la finale dell'anno precedente: al terzo incontro elimina in due set Andrea Petković. Agli ottavi domina sulla belga Elise Mertens per 6–2, 6–1, ai quarti batte in rimonta, in tre set, la tedesca numero dodici del mondo Angelique Kerber. Disputa in semifinale contro Garbiñe Muguruza, in cui si decide anche la prima piazza del ranking mondiale, che vede vincere Halep in due set molto netti, per 6–1, 6–4 e approdando alla terza finale al Roland Garros e quarta finale Slam in carriera. Qui affronta la vincitrice degli ultimi US Open, Sloane Stephens; dopo un inizio incerto Halep riprende la tenuta mentale che tanto l'ha penalizzata in questi contesti e trionfa per 3–6, 6–4, 6–1 vincendo il primo Slam in carriera. Questo risultato le permette di emulare l'unica rumena in grado di vincere uno Slam, Virginia Ruzici attuale manager di Halep, quaranta anni dopo. Inoltre, Halep trionfa a Parigi a dieci anni di distanza della vittoria al Roland Garros juniores. Infine, nel tennis femminile si tratta del quarto Slam degli ultimi cinque che vede vincere per la prima volta una giocatrice: Ostapenko a Parigi, Stephens a New York, Wozniacki a Melbourne e, appunto, Simona Halep a Parigi.
Dopo il trionfo a Parigi si prepara direttamente per Wimbledon. Qui supera agevolmente i primi due turni, Nel terzo turno incontra Hsieh Su-wei che vince di misura in tre set, per 6–3, 4–6, 5–7 dopo che la rumena manca un match-point nel terzo set. In Nord America, Halep raggiunge la finale sia a Montréal che a Cincinnati. In Canada vince il titolo estromettendo nell'ordine Anastasija Pavljučenkova, Venus Williams, Caroline Garcia e Ashleigh Barty, e Sloane Stephens in finale (come nello Slam a Parigi). A Cincinnati perde un solo set nel primo turno contro Alja Tomljanovic, prima della finale contro Kiki Bertens, che si impone in tre set. Approdata a New York, viene estromessa clamorosamente al primo turno da Kaia Kanepi, numero 44 del mondo, per 2–6, 4–6 in appena 76 minuti di gioco, diventando la prima numero uno a venire sconfitta così precocemente in questo Slam. Nonostante ciò, mantiene la prima posizione del ranking ai danni di Wozniacki.
Nella stagione asiatica esce al turno di esordio a Wuhan, mentre a Pechino si ritira durante il match di primo turno per un'ernia al disco. Nonostante questo infortunio la costringa a chiudere la stagione con largo anticipo, per il secondo anno consecutivo termina l'annata da numero uno del mondo. A inizio novembre annuncia che Darren Cahill non sarebbe stato più il suo allenatore, terminando una collaborazione durata tre anni.

### 2019: Vittoria al torneo di Wimbledon
Inizia la stagione con la sconfitta al turno di esordio a Sydney contro Barty. Agli Australian Open difende i punti della finale disputata l'anno precedente, ma dopo avere sconfitto Kanepi, Sofia Kenin e Venus Williams cede in tre set a Serena Williams negli ottavi di finale. Con tale sconfitta scende al terzo posto del ranking e cede la prima posizione a Naomi Ōsaka, ponendo fine a un dominio che durava da 11 mesi. Nella semifinale del successivo torneo del Qatar recupera uno svantaggio di 1–4 nel terzo set controElina Svitolina, ma viene a sua volta rimontata a sorpresa in finale da Elise Mertens, che si aggiudica il torneo con il punteggio di 3–6, 6–4, 6–3. Halep viene di nuovo eliminata in rimonta nei quarti di finale a Dubai dalla vincitrice del torneo Belinda Bencic. Ad Indian Wells esce al terzo turno per mano di Markéta Vondroušová, mentre a Miami cede a Karolína Plíšková in semifinale.
Nel Premier Mandatory di Madrid perde la finale contro Kiki Bertens, già finalista l'anno precedente. Agli Internazionali d'Italia non riesce a difendere i punti della finale raggiunta nel 2018, sconfitta all'esordio nuovamente da Vondroušová. Si presenta al Roland Garros come campionessa in carica, ma la giovane Amanda Anisimova la blocca in due set ai quarti di finale. Di conseguenza, scende fino all'ottava posizione del ranking. Viene quindi sconfitta nei quarti di finale a Eastbourne dalla futura finalista del torneo, Angelique Kerber.

#### Vittoria a Wimbledon

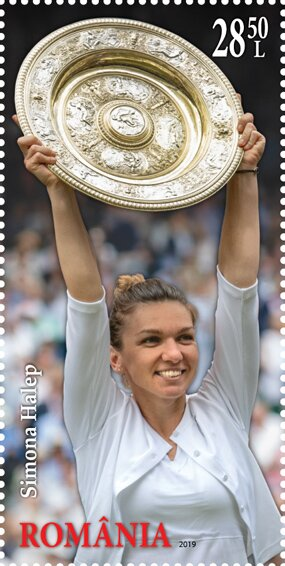
Francobollo romeno raffigurante Simona Halep vincitrice a Wimbledon 2019, suo secondo Slam in carriera

La stagione 2019 è impreziosita dal trionfo al torneo di Wimbledon, secondo Slam in carriera e secondo titolo vinto sull'erba, nonché primo della stagione. Supera nell'ordine Sasnovič, Buzărnescu – contro la quale perde l'unico set di tutto il torneo – Azaranka, la quindicenne e sorpresa del torneo, Cori Gauff, Zhang Shuai e la settima testa di serie Svitolina. Arriva così in finale dopo aver disputato un solo match contro una tennista situata tra le prime trentadue posizioni del ranking, e nell'incontro per il titolo ha la meglio in poco meno di un'ora su Serena Williams, alla caccia del ventiquattresimo titolo Slam, che batte con un netto doppio 6–2, diventando la prima tennista rumena a vincere il prestigioso torneo londinese, risultato con cui risale alla 4ª posizione mondiale.
Si presenta a Toronto come campionessa in carica, ma è costretta a ritirarsi per un problema al tendine d'Achille nel match dei quarti di finale contro la sorpresa del torneo Marie Bouzková. A Cincinnati cede all'esordio alla futura campionessa Madison Keys. Approda dunque a New York, ultimo appuntamento Slam della stagione, reduce da due sconfitte al primo turno negli anni precedenti, e al secondo turno viene sorpresa in rimonta dalla qualificata Taylor Townsend, una delle poche tenniste in attività a usare il serve and volley. A fine torneo annuncia il ritorno al suo fianco del suo storico allenatore Darren Cahill a partire dal 2020. Costretta al ritiro per un dolore lombale nel secondo turno a Wuhan, al secondo incontro di Pechino colleziona cinque soli giochi contro Ekaterina Aleksandrova.
Si qualifica per il sesto anno consecutivo alle WTA Finals, che dal 2019 si svolgono a Shenzhen, ed entra come terza classificata alle spalle di Barty e Plíšková, Dopo avere avuto la meglio in tre combattuti set contro Bianca Andreescu, cede nettamente a Svitolina e nel turno decisivo viene sconfitta in tre set da Plíšková, chiudendo dunque la stagione al 4º posto del ranking.

### 2020: Tre titoli WTA e cinquecento vittorie in carriera
Halep inaugura la stagione 2020 al nuovo torneo di Adelaide dove viene sconfitta in due set da Aryna Sabalenka nei quarti di finale. Agli Australian Open giunge per la seconda volta in semifinale senza perdere un set, qui viene sconfitta da Garbiñe Muguruza che prevale di misura con il punteggio di 7–6(8), 7–5. Al termine del torneo si ritrova al secondo posto del ranking mondiale, alle spalle di Ashleigh Barty. Torna in campo a Dubai, dove supera in rimonta Ons Jabeur e Sabalenka, prima di concedere due soli giochi in semifinale a Jennifer Brady e in finale, la prima dopo Wimbledon 2019, supera la rivelazione dell'anno, Elena Rybakina, dopo oltre due ore di gioco con il punteggio di 3–6, 6–3, 7–6(5); si aggiudica così il ventesimo titolo in carriera e raggiunge le cinquecento vittorie in carriera. Un infortunio al piede subìto proprio a Dubai le impedisce di prendere parte al successivo torneo di Doha.
La pandemia di COVID-19 causa la cancellazione e/o il rinvio dei tornei della stagione fino ad agosto, mentre la classifica WTA viene congelata, insieme a tutti i record, mantenendo i punti delle tenniste al 9 marzo 2020. In vista della ripartenza del WTA Tour (3 agosto), Halep dichiara che avrebbe preso parte solo ai tornei europei fino alla fine della stagione, saltando così la trasferta nordamericana e gli US Open. Prendendo in considerazione anche la partecipazione alle qualificazioni nel 2010 a Melbourne e Londra, la tennista di Costanza interrompe una striscia di 42 presenze consecutive nei tornei del Grande Slam.
Le misure anti-Covid in Romania e Bulgaria posticipano il suo rientro agonistico a Praga, dove supera nel primo turno Polona Hercog al settimo match-point, poi Krejčíková, nei quarti di finale concede due giochi a Magdalena Fręch, in semifinale ha la meglio su Irina-Camelia Begu, prima di sconfiggere in finale la belga Elise Mertens in due set, ottenendo il ventunesimo titolo in carriera.
Il suo buon periodo di forma continua a Roma, accreditata della prima testa di serie, in cui arriva in finale contro Karolína Plíšková che si ritira durante il match per un problema alla cosciam, cedendo il trofeo ad Halep, al suo ventiduesimo titolo in carriera, terzo in stagione vinto consecutivamente e primo successo in assoluto sui campi del Foro Italico alla terza finale disputata.
Chiude la stagione al Roland Garros dove, vista l'assenza della numero uno del mondo Barty, è accreditata della testa di serie numero uno e arriva forte delle vittorie negli ultimi due tornei disputati. Non perde alcun set contro Sara Sorribes Tormo e Begu, mentre concede un solo gioco ad Amanda Anisimova, che l'aveva sconfitta a Parigi l'anno prima. Al quarto turno, tuttavia, raccoglie solo tre giochi contro la futura campionessa, Iga Swiatek. Il 31 ottobre Halep dichiara di essere risultata positiva al covid-19, seppure con sintomi lievi. Sempre via Twitter, annuncia di essere guarita il 10 novembre. Chiude l'anno al 2º posto mondiale.

### 2021: Cento vittorie nei tornei del Grande Slam, infortunio e uscita dalla top 10
Inaugura la stagione al Gippsland Trophy e al terzo turno racimola appena tre giochi contro Ekaterina Aleksandrova, anche per un problema alla schiena. Si ferma ai quarti di finale nel torneo di doppio insieme a Dar'ja Gavrilova, dopo avere estromesso la coppia Gabriela Dabrowski / Bethanie Mattek-Sands. Al secondo turno degli Australian Open supera Ajla Tomljanović dopo 2 ore e 36 minuti di gioco e dopo aver recuperato uno svantaggio di 2–5 nel parziale decisivo. Negli ottavi ha la meglio in rimonta sulla campionessa dell'ultimo Roland Garros, Świątek, raggiungendo la 100ª vittoria in un major. Nei quarti viene sconfitta in due set dalla testa di serie n°10, Serena Williams.
Raggiunge la semifinale a Stoccarda grazie alle nette vittorie su Vondroušová ed Aleksandrova. Cede poi nettamente contro Aryna Sabalenka. Per la prima volta dal 2015 non raggiunge almeno i quarti di finale a Madrid, sconfitta in rimonta al terzo turno da Elise Mertens. A Roma è costretta al ritiro nel match d'esordio contro Angelique Kerber a causa dell'infortunio al polpaccio che la costringe a rinunciare anche al Roland Garros, Wimbledon e ai Giochi olimpici di Tokyo. La mancata difesa del titolo conquistato a Wimbledon due anni prima comportano per Halep l'uscita dalle prime dieci del mondo dopo 373 settimane consecutive dal suo primo ingresso nel gennaio 2014.
Eliminata prematuramente al Canadian Open e al Cincinnati Open, agli US Open supera Giorgi, campionessa a Montréal, Kučová e Elena Rybakina al termine di una battaglia in tre parziali, tornando agli ottavi di finale a New York dopo cinque anni. Nella circostanza perde contro Elina Svitolina in due set. A fine torneo annuncia la separazione dal coach Darren Cahill. Alla Kremlin Cup torna nei quarti di un torneo WTA dopo quasi sette mesi dall'ultima volta (Stoccarda) grazie alle vittorie su Potapova e Kudermetova, prima di uscire per mano di Maria Sakkarī. Al Transylvania Open raggiunge nuovamente i quarti, concedendo solo due giochi a Jaqueline Cristian, mentre in semifinale ne lascia appena uno a Kostjuk, tornando in una finale WTA dopo più di un anno dall'ultima volta (Roma 2020). Nella circostanza, affronta Anett Kontaveit, alla ricerca della qualificazione alle WTA Finals che otterrebbe solo in caso di vittoria: per la prima volta in carriera Halep viene sconfitta dall'estone (2–6, 3–6), collezionando la 18ª sconfitta su 40 finali disputate. Termina la stagione a Linz, dove si ritira prima di disputare la semifinale. Scivola alla 22ª posizione del ranking e chiude l'anno alla ventesima, il peggior piazzamento a fine stagione della rumena dal 2013.

### 2022-2023: semifinale a Wimbledon, due titoli WTA e ritorno in top 10, la sospensione per doping
Apre la nuova stagione al torneo WTA 250 di Melbourne dove raggiunge la finale in cui supera Veronika Kudermetova con il risultato di 6–2, 6–3, vincendo il suo ventitreesimo titolo in carriera, dodicesimo sul cemento, dopo più di un anno (Roma 2020), risalendo alla 15ª posizione. All'Australian Open in cui è 14ª testa di serie, la peggiore dagli US Open 2013, si ferma agli ottavi contro Cornet, che aveva sorpreso con la vittoria sulla n°3 del mondo Muguruza nel turno precedente. A Dubai accede alla semifinale battendo in due set la top-10 Jabeur e viene poi sconfitta in rimonta da Ostapenko. Eliminata all'esordio a Doha, ad Indian Wells raggiunge la sua prima semifinale in un WTA 1000 da Roma 2020 e la quarta in carriera in California. Nell'incontro cede in due set alla futura vincitrice del torneo, Iga Świątek. Non prende parte al WTA 1000 di Miami a causa di una lesione alla coscia sinistra rimediata in California.
Nel periodo successivo annuncia l'inizio della collaborazione con il coach di Serena Williams, Patrick Mouratoglou, che non ha ancora risolto il contratto con la campionessa americana. Torna in campo sulla terra di Madrid, e grazie al successo su Cori Gauff si spinge fino ai quarti di finale, siglando le trentesima vittoria nella capitale spagnola, superando Marija Šarapova nella graduatoria dei guadagni ottenuti in carriera: oltre 38 milioni di dollari. Nel turno successivo raccoglie cinque giochi contro la numero 10 del mondo e futura finalista, Jabeur. Non supera il secondo turno a Roma e al Roland Garros, dove soffre un attacco di panico nel corso del match perso contro Zheng Qinwen.
Sull'erba di Birmingham cede in tre set in semifinale contro Haddad Maia. Raggiunge la semifinale anche al Bad Homburg Open ma è costretta a dare forfait a causa di un infortunio al collo. A Wimbledon giunge a disputare la semifinale, terminando la sua striscia di 12 vittorie consecutive sull'erba londinese contro Elena Rybakina, che la batte con un doppio 3–6.
A Toronto torna a vincere un WTA 1000, sconfiggendo Haddad Maia in finale e aggiudicandosi il 24º titolo WTA in carriera, il terzo al Canadian Open. Nei due turni precedenti si era imposta su Gauff e Jessica Pegula, diventando la giocatrice con il maggior numero di semifinali e finali disputate in questa categoria di tornei. Al termine della settimana, ritorna anche nella top 10 della classifica dopo quasi un anno di assenza, alla 6ª posizione. Ad agosto, durante un controllo anti-doping in previsione degli US Open, risulta positiva al Roxadustat, sostanza nell'elenco anti-doping, e di conseguenza viene temporaneamente sospesa in attesa del processo. Nel settembre 2023 il tribunale ne annuncia la squalifica per un periodo di 4 anni (sino al 6 ottobre 2026).

### 2024-2025: rientro nel circuito e ritiro
In seguito la squalifica viene ridotta a 9 mesi, in quanto è risultato che Halep avrebbe assunto il farmaco in maniera accidentale, poiché la sostanza proibita era presente a sua insaputa in un integratore da lei assunto; viene quindi riammessa nel circuito WTA a marzo 2024, avendo già scontato un anno e mezzo di sospensione. Disputa il primo torneo con una wild card al Miami Open uscendo al primo turno contro Paula Badosa. Dopo quasi due mesi di inattività, torna a giocare al Trophée Clarins, ma si ritira durante il match di primo turno per l'infortunio a un ginocchio che si era manifestato a Miami. Chiude il 2024 disputando due tornei in ottobre, il WTA125 di Hong Kong e il successivo WTA 250 di Hong Kong, raccogliendo una sola vittoria complessivamente.
Nel 2025 disputa il suo ultimo match della carriera a Cluj-Napoca, conferma ai microfoni degli intervistatori il suo ritiro dal tennis professionistico.

## Stile di gioco

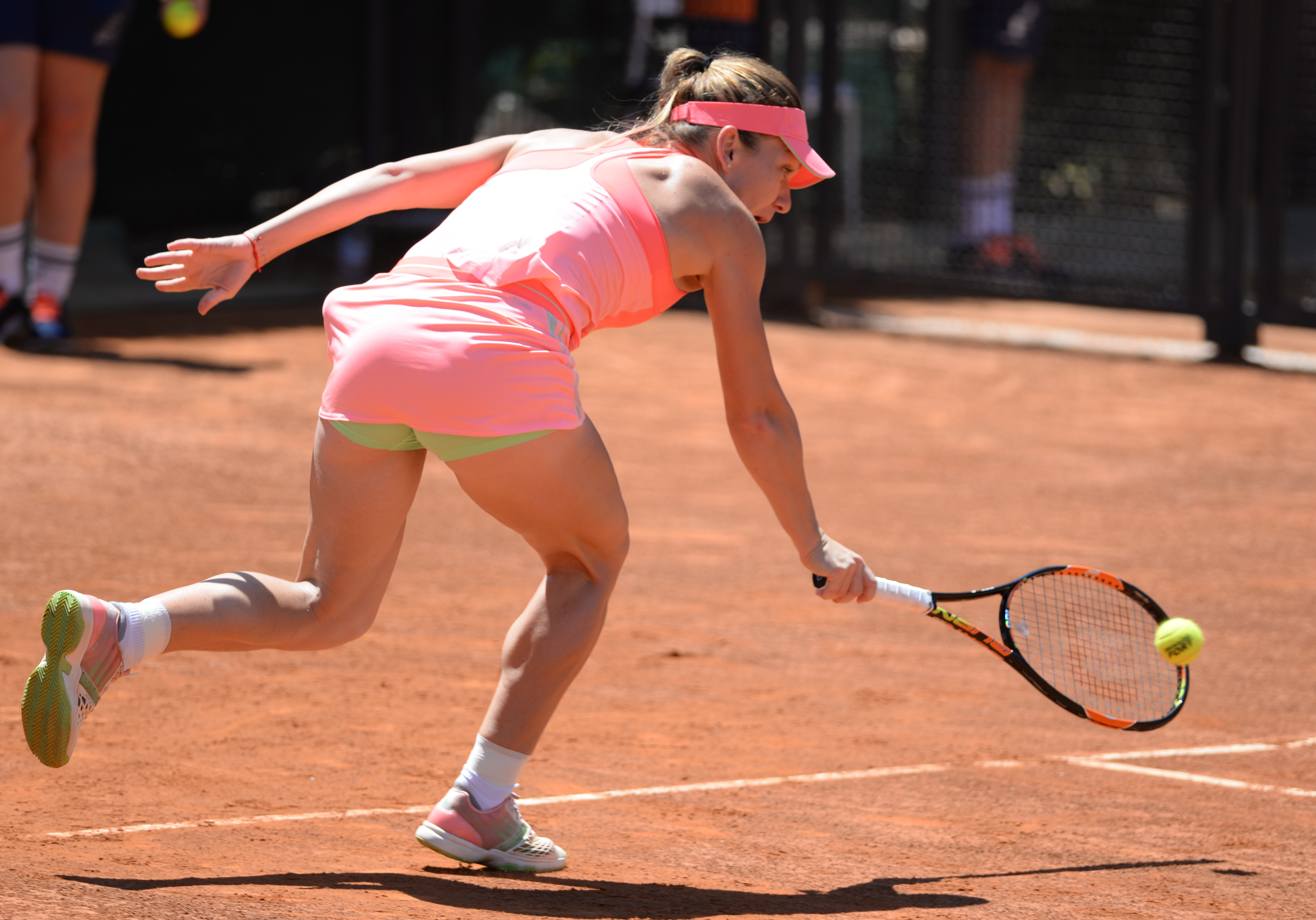
Simona Halep in azione

Simona Halep si definisce una giocatrice aggressiva da fondocampo. Serena Williams, dopo averla battuta in tre set al secondo turno del torneo di Wimbledon 2011, ha dichiarato: «serve bene per la sua altezza, ha molta potenza nel suo servizio». Il suo idolo Justine Henin l'ha descritta come «una tennista intelligente che sfrutta l'attacco e l'aggressività» aggiungendo che le ricorda se stessa.
Nel corso della sua svolta tennistica nel 2013 è passata dall'essere una giocatrice da lunghi scambi a una più aggressiva, cercando di spezzare il ritmo dell'avversaria e a giocare d'anticipo. La giornalista Louisa Thomas l'ha paragonata a Novak Đoković, poiché riesce a colpire la palla giocando d'attacco anche da posizioni molto difficili per le altre tenniste, sorprendendole. La sua fluidità e l'equilibrio sono la base del suo gioco aggressivo e difensivo.
La sua superficie preferita è la terra battuta, dove tuttavia vanta appena 7 titoli a fronte di 16 finali disputate (43,8%). Sul cemento ha un bilancio di 10/18 (55,6%). Sull'erba, invece, vanta solamente due titoli, fra cui lo Slam di Wimbledon vinto nel 2019, nonostante sia la superficie meno adatta al suo stile di gioco.
Un altro dato molto importante sono le sue percentuali di risposta al servizio delle altre tenniste. Ha terminato la stagione 2018 al primo posto con il 42,9% dei punti vinti sul primo servizio delle avversarie, mentre al quarto posto con il 60,8% sul secondo servizio. Inoltre, ha vinto il 48,5% dei giochi dov'era in risposta alla battuta.
Nel 2018 si è aggiudicata il premio di colpo dell'anno per il recupero effettuato a Miami nel match contro Agnieszka Radwańska.

## Coach e team

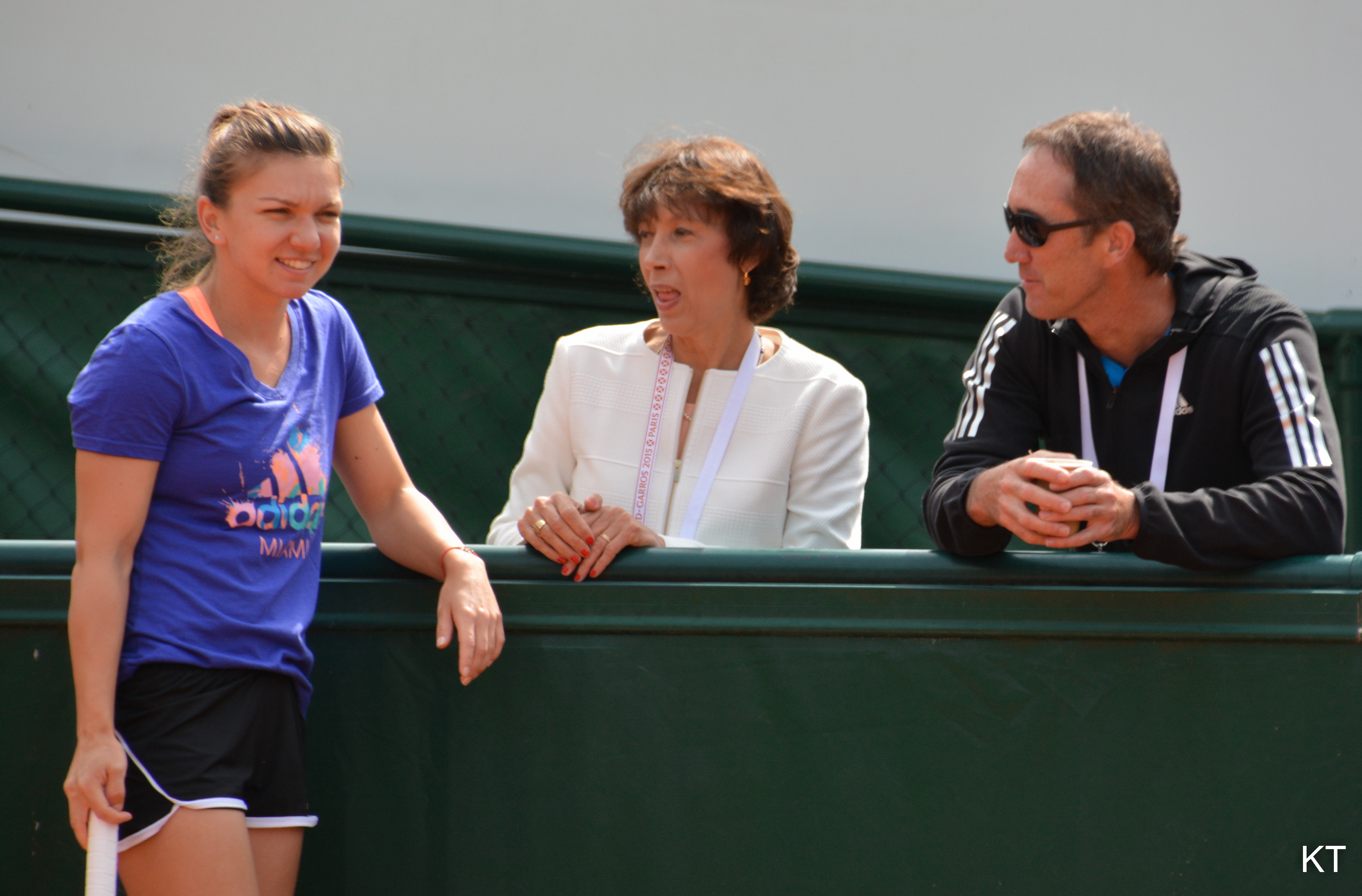
Simona Halep insieme a Virginia Ruzici e Darren Cahill.

Halep è stata allenata da Darren Cahill dal 2015 al 2018, riassumendolo come coach a fine 2019, e dal rumeno Daniel Dobre dal 2019, mentre il suo allenatore di fitness è stato Teo Cercel. Halep era seguita anche dall'ex tennista Virginia Ruzici, che era inoltre il suo manager personale. Nel 2022 Halep inizia la collaborazione con il coach Patrick Mouratoglou, con il quale ritrova il gusto di giocare che aveva perso. Decide poco dopo di sostituire il suo team affidandosi in toto a quello di Mouratoglou sostituendo anche la sua storica manager Ruzici, a cui subentra Nina Wennerstrom, associata a Mouratoglou.

## Riconoscimenti e investimenti
In seguito alla vittoria del suo primo titolo del Grande Slam, l'Open di Francia 2018, è stata accolta nello stadio Arena Națională a Bucarest per celebrare la vittoria insieme a circa 15000 persone, mentre dopo la conquista di Wimbledon 2019 ad attenderla c'erano quasi trentamila persone. Una cerimonia di simile portata si è verificata solamente dopo l'oro olimpico della ginnasta Nadia Comăneci, la vittoria di Wimbledon nel doppio di Ion Țiriac e per i numerosi successi del miglior calciatore romeno della storia, Gheorghe Hagi. Lo stesso Țiriac ha definito Halep come la più grande personalità del Paese di ogni categoria, non solo dello sport. In seguito alla vittoria di Wimbledon, viene nominata portabandiera alle Olimpiadi di Tokyo.
Nel 2017 le viene offerta la residenza a Monte Carlo, entrando tra le trecento persone più ricche della Romania, ma Halep rifiuta, affermando «In Romania mi sento a casa e mi sento la migliore. Anche quando non sono nel team di Fed Cup sto giocando per il mio Paese. In futuro voglio essere coinvolta nella produzione di campioni per la Romania, non so come, ma so che è ciò che voglio fare.». Nel 2018 ottiene la laurea honoris causa dalla West University di Timișoara. Nel 2019 è diventata cittadina onoraria, in seguito ai suoi successi in campo sportivo. Inoltre, nello stesso anno ha ottenuto il titolo di Patriarchal Cross of Romania e l'Ordine della Stella di Romania. Nel suo palmarès ha anche numerosi titoli internazionali: è stata nominata come la tennista più popolare nel 2014, mentre nel 2015 diventa la tennista più cercata sul sito ufficiale della WTA; per tre anni consecutivi, 2017-2019, è stata scelta come la giocatrice preferita dai fan. 

### Investimenti
Halep possiede una caffetteria a Costanza che porta le sue iniziali "SH", ha costruito un hotel a quattro stelle a Brașov e comprato l'hotel Drachenhaus nella stessa città. Inoltre, è proprietaria insieme alla sua famiglia di numerosi palazzi a Costanza e sponsorizza una squadra di hockey femminile.

## Statistiche

### Singolare

#### Finali del Grande Slam

##### Vinte (2)
| Anno | Torneo                      | Superficie  | Avversaria in finale | Risultato     |
| ---- | --------------------------- | ----------- | -------------------- | ------------- |
| 2018 | Open di Francia, Parigi     | Terra rossa | Sloane Stephens      | 3–6, 6–4, 6–1 |
| 2019 | Torneo di Wimbledon, Londra | Erba        | Serena Williams      | 6–2, 6–2      |

##### Perse (3)
| Anno | Torneo                      | Superficie  | Avversaria in finale | Risultato        |
| ---- | --------------------------- | ----------- | -------------------- | ---------------- |
| 2014 | Open di Francia, Parigi     | Terra rossa | Marija Šarapova      | 4–6, 7–6(5), 4–6 |
| 2017 | Open di Francia, Parigi (2) | Terra rossa | Jeļena Ostapenko     | 6–4, 4–6, 3–6    |
| 2018 | Australian Open, Melbourne  | Cemento     | Caroline Wozniacki   | 6(2)–7, 6–3, 4–6 |

#### Risultati in progressione nei tornei dello Slam
| Sigla | Risultato               |
| ----- | ----------------------- |
| V     | Vincitore               |
| F     | Finalista               |
| SF    | Semifinalista           |
| O     | Oro olimpico            |
| A     | Argento olimpico        |
| SF    | Bronzo olimpico         |
| QF    | Quarti di Finale        |
| 4T    | Quarto turno            |
| 3T    | Terzo turno             |
| 2T    | Secondo turno           |
| 1T    | Primo turno             |
| RR    | Round Robin             |
| LQ    | Turno di qualificazione |
| A     | Assente                 |
| ND    | Non disputato           |

| Legenda superfici    |
| -------------------- |
| Cemento              |
| Terra battuta        |
| Erba                 |
| Superficie variabile |

| Tornei del Grande Slam |     |     |     |     |      |      |      |      |      |      |     |     |     |        |        |
| Australian Open        | Q1  | 3T  | 1T  | 1T  | QF   | QF   | 1T   | 1T   | F    | 4T   | SF  | QF  | 4T  | 0 / 12 | 31–12  |
| Open di Francia        | 1T  | 2T  | 1T  | 1T  | F    | 2T   | 4T   | F    | V    | QF   | 4T  | A   | 2T  | 1 / 11 | 31–10  |
| Wimbledon              | Q1  | 2T  | 1T  | 2T  | SF   | 1T   | QF   | QF   | 3T   | V    | ND  | A   | SF  | 1 / 10 | 29–9   |
| US Open                | 1T  | 2T  | 2T  | 4T  | 3T   | SF   | QF   | 1T   | 1T   | 2T   | A   | 4T  | 1T  | 0 / 12 | 20–12  |
| Vittorie–Sconfitte     | 0–2 | 5–4 | 1–4 | 4–4 | 17–4 | 10–4 | 11–4 | 10–4 | 13–3 | 15–3 | 8–2 | 7–2 | 9–4 | 2 / 45 | 111–43 |